# Polynemus hornadayi
Polynemus hornadayi är en fiskart som beskrevs av Myers, 1936. Polynemus hornadayi ingår i släktet Polynemus och familjen Polynemidae. Inga underarter finns listade i Catalogue of Life.